# 1978-as magyar vívóbajnokság
Az 1978-as magyar vívóbajnokság a hetvenharmadik magyar bajnokság volt. A férfi tőrbajnokságot május 13-án rendezték meg, a párbajtőrbajnokságot május 20-án, a kardbajnokságot május 21-én, a női tőrbajnokságot pedig május 14-én, mindet Budapesten, a Nemzeti Sportcsarnokban.

## Eredmények
| Versenyszám          | Arany                        | Arany | Ezüst                         | Ezüst | Bronz                       | Bronz |
| -------------------- | ---------------------------- | ----- | ----------------------------- | ----- | --------------------------- | ----- |
| Férfi tőrvívás       | Kovács Gyula Vasas SC        |       | Kovács István MTK-VM          |       | Marton István Újpesti Dózsa |       |
| Férfi párbajtőrvívás | Székely Zoltán Újpesti Dózsa |       | dr. Osztrics István OSC       |       | dr. Fenyvesi Csaba BVSC     |       |
| Férfi kardvívás      | Kovács Tamás Vasas SC        |       | Nagyházi Zoltán Újpesti Dózsa |       | Nébald György Bp. Honvéd    |       |
| Női tőrvívás         | Maros Magda BVSC             |       | Rejtő Ildikó Újpesti Dózsa    |       | Hajzer Judit Újpesti Dózsa  |       |